# 安積祐長
安積 祐長（あさか すけなが）は、鎌倉時代前期の武将・御家人。

## 生涯
曾我兄弟の仇討ちで知られる工藤祐経の次男として生まれる。通称は六郎で、長野工藤氏の元をつくった工藤祐長や日向伊東氏の祖である伊東祐時は兄弟。
1193年（建久4年）、曾我兄弟の仇討ちで父の祐経が曾我兄弟に討たれる。
1213年（建暦3年）に発生した泉親衡の乱の恩賞として安積郡を賜り、安積氏を名乗って安積伊東氏の祖となる。祐長は安積郡を拝領した後も鎌倉に住んでいたと考えられるが、子孫が安積郡に移住して戦国時代頃までその周辺を治めた。